# Latarnia morska Covesea Skerries
Latarnia morska Covesea Skerries – latarnia morska w Szkocji, zlokalizowana nad zatoką Moray Firth, około 2 kilometrów na zachód od Lossiemouth w hrabstwie Moray. Została wzniesiona w latach 1845–1846 przez szkockiego inżyniera Alana Stevensona na zlecenie Northern Lighthouse Board. W 1971 roku została wpisana na listę zabytków kategorii A Historic Scotland pod numerem 37605. Obiekt znajduje się także na liście Royal Commission on the Ancient and Historical Monuments of Scotland pod numerem NJ27SW 20.
W 1984 roku latarnia została zautomatyzowana i jest sterowana z centrum w Edynburgu. W 2013 roku Northern Lighthouse Board sprzedało zabudowania towarzyszące latarni spółce The Covesea Lighthouse Community Company.